# Gerstaeckerus junctus
Gerstaeckerus junctus es una especie de coleóptero de la familia Endomychidae.

## Distribución geográfica
Habita en Singapur.